# The Boy with No Name
The Boy With No Name – piąta płyta szkockiego zespołu rockowego Travis (szósta jeśli liczyć album z kompilacją singli zespołu). Wydana 7 maja 2007 (zob. 2007 w muzyce).

## Lista utworów
1. "3 Times and You Lose"
2. "Selfish Jean"
3. "Closer"
4. "Big Chair"
5. "Battleships"
6. "Eyes Wide Open"
7. "My Eyes"
8. "One Night"
9. "Under the Moonlight"
10. "Out in Space"
11. "Colder"
12. "New Amsterdam"